# Fonte de São Tiago
A Fonte de São Tiago situa-se na Rua da Boavista (conhecida por Cónega), freguesia da Sé, em Braga, Portugal.
Localiza-se no Caminho de Santiago, que parte da Sé de Braga.
Foi mandada construir pelo Arcebispo D. Diogo de Sousa em 1531. Possui uma bica carranca e um tanque rectangular. Ostenta o brasão do arcebispo, um nicho com uma escultura de São Tiago e a inscrição: D. SOVSA ARCHIEP ANNO SALVTIS 1531.
Encontra-se classificado como Monumento de Interesse Municipal.